# Vavincourt
Vavincourt és un municipi francès situat al departament del Mosa i a la regió del Gran Est. L'any 2007 tenia 461 habitants.

## Demografia

### Població
El 2007 la població de fet de Vavincourt era de 461 persones. Hi havia 179 famílies, de les quals 36 eren unipersonals (16 homes vivint sols i 20 dones vivint soles), 59 parelles sense fills, 72 parelles amb fills i 12 famílies monoparentals amb fills.
La població ha evolucionat segons el següent gràfic:
Habitants censats

### Habitatges
El 2007 hi havia 188 habitatges, 184 eren l'habitatge principal de la família i 4 estaven desocupats. 176 eren cases i 12 eren apartaments. Dels 184 habitatges principals, 159 estaven ocupats pels seus propietaris, 22 estaven llogats i ocupats pels llogaters i 3 estaven cedits a títol gratuït; 2 tenien una cambra, 6 en tenien dues, 16 en tenien tres, 37 en tenien quatre i 124 en tenien cinc o més. 151 habitatges disposaven pel capbaix d'una plaça de pàrquing. A 63 habitatges hi havia un automòbil i a 109 n'hi havia dos o més.

### Piràmide de població
La piràmide de població per edats i sexe el 2009 era:
| Homes | Edats   | Dones |
| ----- | ------- | ----- |
| 0     | 95 o +  | 0     |
| 0     | 90 a 94 | 0     |
| 0     | 85 a 89 | 4     |
| 0     | 80 a 84 | 0     |
| 4     | 75 a 79 | 12    |
| 8     | 70 a 74 | 12    |
| 12    | 65 a 69 | 0     |
| 12    | 60 a 64 | 8     |
| 20    | 55 a 59 | 16    |
| 12    | 50 a 54 | 24    |
| 20    | 45 a 49 | 16    |
| 32    | 40 a 44 | 24    |
| 20    | 35 a 39 | 20    |
| 4     | 30 a 34 | 8     |
| 12    | 25 a 29 | 8     |
| 16    | 20 a 24 | 8     |
| 24    | 15 a 19 | 16    |
| 12    | 10 a 14 | 16    |
| 4     | 5 a 9   | 16    |
| 8     | 0 a 4   | 16    |

## Economia
El 2007 la població en edat de treballar era de 313 persones, 238 eren actives i 75 eren inactives. De les 238 persones actives 226 estaven ocupades (121 homes i 105 dones) i 12 estaven aturades (4 homes i 8 dones). De les 75 persones inactives 40 estaven jubilades, 23 estaven estudiant i 12 estaven classificades com a «altres inactius».

### Ingressos
El 2009 a Vavincourt hi havia 192 unitats fiscals que integraven 487 persones, la mediana anual d'ingressos fiscals per persona era de 20.061 €.

### Activitats econòmiques
Dels 12 establiments que hi havia el 2007, 2 eren d'empreses alimentàries, 3 d'empreses de construcció, 2 d'empreses de comerç i reparació d'automòbils, 1 d'una empresa de transport, 1 d'una empresa financera, 1 d'una empresa immobiliària, 1 d'una empresa de serveis i 1 d'una entitat de l'administració pública.
Dels 3 establiments de servei als particulars que hi havia el 2009, 1 era un guixaire pintor, 1 fusteria i 1 lampisteria.
Dels 3 establiments comercials que hi havia el 2009, 2 eren fleques i 1 una fleca.
L'any 2000 a Vavincourt hi havia 12 explotacions agrícoles que ocupaven un total de 852 hectàrees.

## Equipaments sanitaris i escolars
El 2009 hi havia una escola elemental.

## Poblacions més properes
El següent diagrama mostra les poblacions més properes.